# Wardyń Dolny
Wardyń Dolny (do 1945 r. niem. Groß Wardin) – osada w Polsce położona w województwie zachodniopomorskim, w powiecie świdwińskim, w gminie Połczyn-Zdrój.
Pierwotnie była to założona w średniowieczu wieś chłopsko-dworska. Lenno rodu von Glasenapp. W swojej historii majątek rycerski wielokrotnie zmieniał właścicieli. Był w posiadaniu m.in. rodzin von Kleist, von Podewils, a w XIX w. von Manteuffel.
W latach 1975–1998 miejscowość administracyjnie należała do województwa koszalińskiego.